# Suérquero (rei lendário)
Suérquero (em nórdico antigo: Sveigðir; em islandês: Sveigder, Svegder ou Swegde; em latim: Swegthir ou Suercherus) foi rei dos Suíones (Suídia) no século I. Pertencia à Casa dos Inglingos e era filho do antecessor Fliolmo e pai do sucessor Valandro. De acordo com a Saga dos Inglingos, fez voto para achar a morada de Odim, o Velho e para isso ficou cinco anos viajando em terras distantes. Passou pela Tirclândia (Ásia Menor) e Cítia (Svithjóth), onde achou vários parentes, e então em Vanalândia, onde se casou com Vana e com quem teve seu filho e sucessor. Ao continuar sua busca pela casa de Odim, passou pela propriedade de Stein, na Suídia, onde achou uma enorme rocha. Um anão persuadiu-o a entrar na passagem protegida pela rocha, e ela se fechou e nunca mais abriu.

## Nome
Suérquero aparece como Sveigðir na Lista dos Inglingos do poeta norueguês Tiodolfo de Hvinir do século IX, Swegthir na obra História da Noruega do século XII, Svegðir no Livro dos Islandeses do historiador islandês Ari, o Sábio do século XII, Sveigder na Saga dos Inglingos do historiador islandês Esnorro Esturleu do século XIII e Suercherus na obra História de todos os reis gautas e suíones escrita em latim em 1554 pelo arcebispo sueco João Magno. Alguns autores modernos, por sua vez, citam-no como Svegder  ou Swegde. Ásgeir Blöndal Magnússon, numa obra de 1989, argumentou que seu nome nórdico Sveigðir deriva de *swaigjōn (em nórdico antigo: sveigja), "aquele que se dobra".

## Vida
Suérquero era filho de Fliolmo e pertencia à Casa dos Inglingos. Segundo a História da Noruega, havia um conto de fadas sobre ele no qual foi persuadido por um anão para entrar numa rocha de onde nunca retornou. No Livro dos Islandeses de Ari, o Sábio, foi citado na linhagem inglinga ao fim do livro ([...] IIII Fjölnir. sá er dó at Friðfróða. V Svegðir [...])[a] Na Saga dos Inglingos, sucedeu ao pai e fez voto de que encontraria o lar dos deuses e Odim, o Velho. Saiu com 12 colegas pelo mundo, chegando na Tirclândia (Ásia Menor) e Cítia (Svithjóth), chamada "a Grande", onde achou muitos parentes. Após cinco anos de jornada, voltou à Suídia e ficou em casa por algum tempo. Em Vanalândia, casou-se com Vana com quem teve seu filho Valandro.
O rei partiu de novo em busca do lar dos deuses. Na porção oriental da Suídia, havia grande propriedade chamada Stein ("na Pedra" ), onde havia uma rocha tão grande quanto uma grande casa. À noite, após o pôr do sol, quando Suérquero saia de uma festa para seus aposentes, viu um anão sentado perto dela. O rei e seus homens estavam muito bêbados e correram à rocha. O anão, sentado junto a porta da rocha, chamou o rei e convidou-o a entrar se queria ver Odim. Suérquero escorregou na rocha e ela se fechou atrás dele, que nunca mais foi visto. Segundo Tiodolfo de Hvinir:
| “ | O tímido diurnal, parente de Durni, o guardião da porta, enganou rei Suérquero, quando numa rocha, o grande, parente de Dusli, correu atrás do anão; e aquele salão brilhante, de Socmimir [um gigante], construído por gigantes, engoliu o rei. | ” |

## Interpretações modernas
Para Claus Krag, ao analisar, em conjunto, as mortes dos primeiros quatro reis citados da Saga dos Inglingos depois de Ínguino (Fliolmo, Suérquero, Valandro e Visbur), é possível inferior que os escandinavos tinham conhecimentos da teoria clássica dos quatro elementos (fogo, água, terra e ar) nessa interpretação: segundo Claus, Fliolmo foi morto pela água (metáfora da tina de hidromel), Suérquero foi morto pela terra (metáfora da rocha), Visbur morreu pelo ar (metáfora do mora enviado para sufocá-lo) e Valandro morreu pelo fogo. Para John McKinnell, aplicando esse raciocínio a outras obras nórdicas cujas mortes poderiam induzir à mesma conclusão, é mais provável que representem a visão germânica das três forças destrutivas da natureza – mar, fogo e tempestade – em vez da ideia dos quatro elementos. Svante Norr sugeriu que a teoria dos elementos, cristianizada de Platão por Agostinho de Hipona, chegou no norte da Europa via Beda e outros e deve ter alcançado a Escandinávia, mediante contato com os anglo-saxões, no final do século XI, uma data que Rory McTurk concorda. Mckinnell, por sua vez, concorda com a teoria de que Fliolmo e Suérquero representam opostos de fortuna: a morte de Fliolmo na tina cheia de hidromel pode ser uma metáfora para morte por excesso, enquanto a morte de Suérquero seria uma metáfora para esterilidade.
Para Henrik Schück, que traduziu o termo Dusli do poema de Tiodolfo como "relâmpago", o rei pode ser associado ao deus Tor. Considerou essa possibilidade devido as lendas em torno da pedra sagrada do templo de Upsália, capital dos Inglingos, que se tornou morada de Tor após ser atingida por um raio. Para Valdimar Tr. Hafstein, os versos do poema de Tiodolfo que falam dele sendo engolido pela rocha podem indicar que, no fim das contas, em vez de ir ao lar dos deuses, foi para o lar dos gigantes (Jotunheimo). Já Goeres lembra que Fliolmo e Suérquero estavam embriagados no momento de suas mortes e Claus Krag pensou que as estrofes de Tiodolfo sobre a vida deles podem se referir, não a reis propriamente, mas a Odim, vencedor do hidromel da poesia, como comumente era referido. Stephan Grundy, assumindo que ele estava certo, sugeriu que talvez essa menção a Odim fosse uma convenção de invocá-lo no início de uma poema escáldico e que podia não ter havido motivos antes do tempo de Esnorro para assumirem Fliolmo e Suérquero como reis históricos. E. O. G. Turville-Petrie, assumindo que Esnorro associou o Socmimir de Tiodolfo com Odim, sugeriu que Valhala (em nórdico antigo: Valhǫll) derivou de vala hallr. Grundy e outros, no entanto, questionam a associação à luz de outras menções a Sucmimir noutras obras nas quais é descrito como gigante. Diante disso, Krag sugeriu que Sucmimir fosse outro nome de Surtur, dando mais ênfase à teoria da ligação de Suérquero e Fliolmo com Odim, pois Surtur aparece na lenda do hidromel da poesia.

## Outras menções e paralelos
Tal como o nome de seu pai Fliolmo, o nome de Suérquero foi utilizado em outras fontes nórdicas como um dos nomes de Odim. Christian Carlsen e Balliol College compararam a narrativa do rei com a vida de Érico, o Viajante, como descrito na Saga de Érico, o Viajante (Eiríks saga víðförla). Para eles, há tantos paralelos entre as estórias (as origens semidivinas dos protagonistas, seu estatuto nobre, sua promessa de encontrar um reino mítico, a natureza sobrenatural do reino e a viagem para o leste com tripulação de onze homens ) que é possível que a narrativa de Suérquero fosse amplamente conhecida pelos leitores medievais a ponto do autor da saga de Érico ter ciência dela e se basear na obra de Esnorro.